# 安中七郎三郎
安中 七郎三郎（あんなか しちろうさぶろう）は、戦国時代から安土桃山時代にかけての武将。上野国安中城主。諱は不明。左近大夫とも称した。

## 生涯

### 出自
安中氏は上野碓氷郡を本拠とした国人。安中城・松井田城を有し、代々山内上杉家に仕えたが、安中重繁の代の永禄8年（1565年）から翌年において、武田信玄の侵攻により安中城が落城し、その子・景繁が安中氏を継いだ。景繁は武田信玄に仕え各地を転戦したが、天正3年（1575年）5月、長篠の戦いにおいて討死し、安中氏は多くの一族を失った。七郎三郎の生年は不明であるが、早くても永禄年間前半であると推定され、父の戦死時には20歳にも満たない年齢だったとされる。

### 事績
天正3年（1575年）、景繁が没すると七郎三郎が安中氏を継ぎ、武田勝頼に仕えた 。天正6年（1578年）、七郎三郎は赤城神社に本領回復の祈願文を奉納している。天正8年（1580年）頃には、武田勝頼の上州攻略の一翼を担っており、上野国膳城攻略にも参加した。天正10年（1582年）、武田信廉と共に信濃国大島城を守っていたが、織田信長の武田氏攻め（甲州征伐）が始まり織田信忠勢が攻めてくると、同地の国人領主らが動揺し城を維持することができなくなり、信廉や七郎三郎は城を捨て退却した。七郎三郎はなおも諏訪高島城に立て籠もるが、織田勢の開城勧告を受け開城し、上野に退去した。その後は織田氏に協力し、上野衆特に旧武田家臣らの織田氏服属に協力した。
天正10年（1582年）3月、織田家の重臣であった滝川一益が上野を支配することとなり、他の上野衆と同様にこれに従ったが、滝川氏と上野衆は神流川の戦いにて小田原北条氏に敗れた。滝川は撤退し、上野国は後北条氏の勢力圏となった。七郎三郎もまた後北条氏に属した。天正12年（1584年）、北条氏直から笠原政尭と共に厩橋城の当番を命ぜられている。
天正18年（1590年）、小田原征伐にて後北条氏が敗れると、安中氏も没落した。